# Amilakvari

Familiewapen

Amilakvari is een oud-adellijk, prinselijk geslacht uit Georgië.

## Geschiedenis
De familie Amilakvari is een uit Kartli stammend oud-adellijk geslacht waarvan in de 14e eeuw een lid, Joatham, als maarschalk het leven gaf voor zijn souverein. De functie van maarschalk werd met hem een erfelijke functie voor zijn nakomelingen. In 1783 werd het geslacht ingeschreven in de lijst van prinsen die als bijlage aan het Verdrag van Georgiejevsk was gehecht. In 1825, 1850 en 1856 werd de titel van prins erkend door de senaat van het Russische keizerrijk. Nakomelingen leven nu in Frankrijk.

## Enkele telgen
Dimitri prins Amilakvari (1906-1942), leerling van de prestigieuze École spéciale militaire de Saint-Cyr, luitenant-kolonel, gesneuveld tijdens de Tweede Slag bij El Alamein in Egypte; trouwde in 1927 met prinses Irene Dadiani (1904-1944), lid van het geslacht Dadiani
- Othar prins Amilakvari (1931), topambtenaar bij het Franse ministerie van Industrie
- Thamar prinses Amilakvari (1935); trouwde in 1958 met Radslav graaf Kinsky von Wchinitz und Tettau (1928), lid van de familie Kinsky von Wchinitz und Tettau

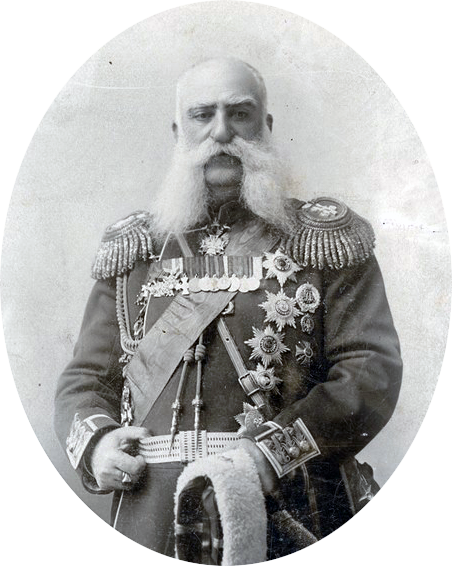
Prins Ivane Amilakhvari
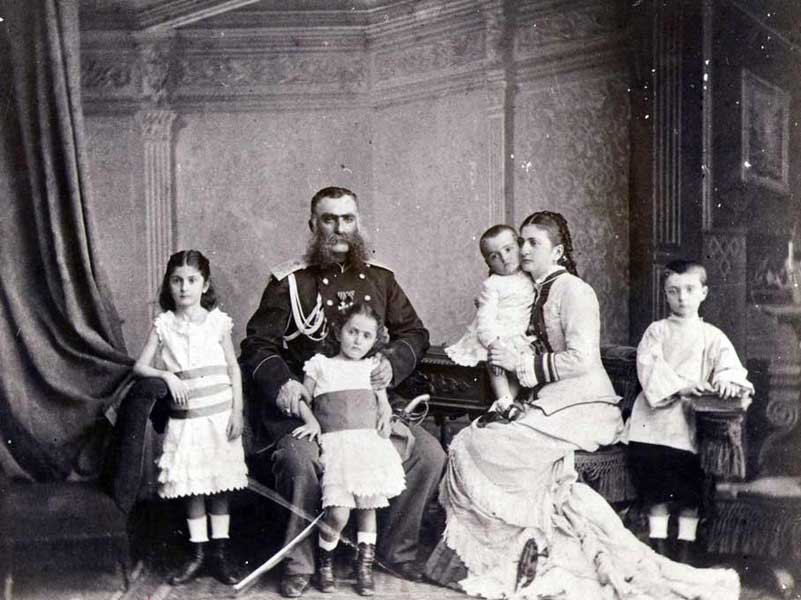
Ivane Amilakhvari en diens familie
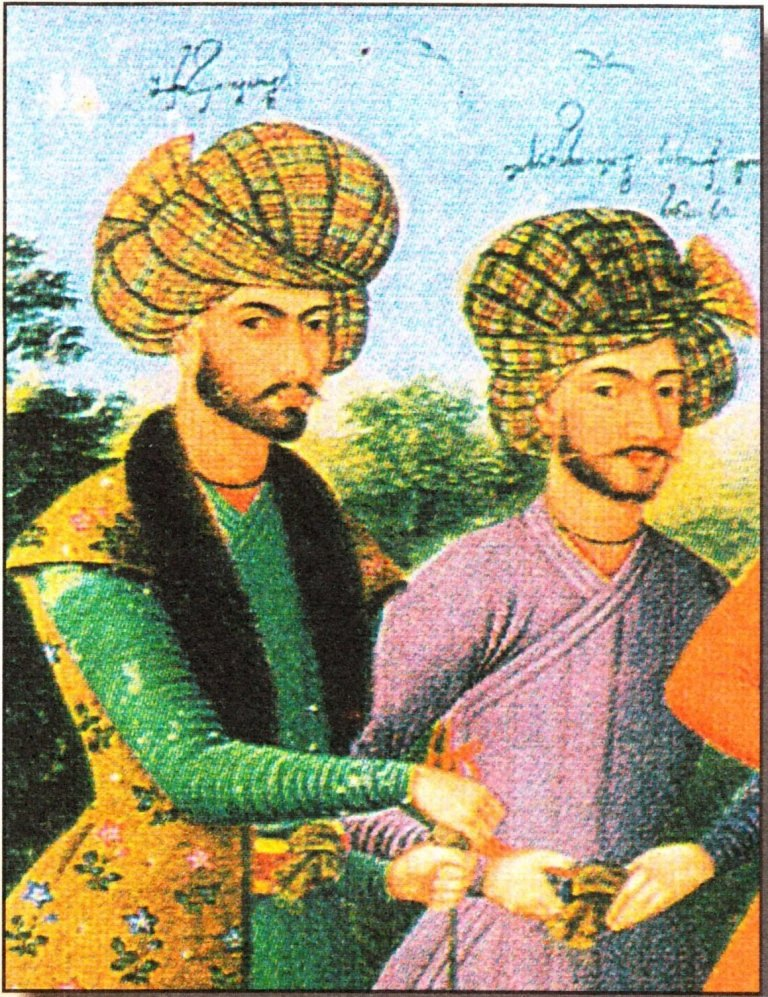
Archil II en Givi Amilakhvari